# Kuskokwim Mountains
Kuskokwim Mountains (Pohoří Kuskokwim) je pohoří na Aljašce ve Spojených státech amerických. Pohoří leží západně od Aljašských hor a jihovýchodně od řeky Yukon. Je velmi rozlehlé, rozkládá se od severovýchodu k jihozápadu v délce okolo 400 km a je široké přibližně 80 km. Nejvyšší horou je Dillingham High Point s 1 600 m. Pohoří je pojmenované podle řeky Kuskokwim.